# 1138
| 1138               |
| ------------------ |
| Dødsfald - Fødsler |
|                    |

| Gregoriansk kalender | 1138 MCXXXVIII          |
| Ab urbe condita      | 1891                    |
| Armensk kalender     | 587 ԹՎ ՇՁԷ              |
| Kinesiske kalender   | 3834 – 3835 丁巳 – 戊午 |
| Etiopisk kalender    | 1130 – 1131             |
| Jødisk kalender      | 4898 – 4899             |
| Hindukalendere       |                         |
| - Vikram Samvat      | 1193 – 1194             |
| - Shaka Samvat       | 1060 – 1061             |
| - Kali Yuga          | 4239 – 4240             |
| Iransk kalender      | 516 – 517               |
| Islamisk kalender    | 532 – 533               |

Konge i Danmark: Erik 3. Lam 1137-1146
Se også 1138 (tal)

## Begivenheder
- Konrad 3. af Franken bliver tysk konge
- Eskil bliver ærkebiskop i Lund

## Født
- Saladin (muligvis fødtes han 1137)

## Dødsfald
- Anaklet II, modpave (afløses af Viktor IV)
- Boleslav 3. af Polen